# Mölln, Mecklenburg-Vorpommern
Mölln är en stad i Landkreis Mecklenburgische Seenplatte i förbundslandet Mecklenburg-Vorpommern i Tyskland.
Kommunen ingår i kommunalförbundet Amt Stavenhagen tillsammans med kommunerna Bredenfelde, Briggow, Grammentin, Gülzow, Ivenack, Jürgenstorf, Kittendorf, Knorrendorf, Ritzerow, Rosenow, Stavenhagen och Zettemin.